# Fiodor Ugarow
Fiodor Jakowlewicz Ugarow (ros. Фёдор Яковлевич Угаров; ur. 14?/26 lutego 1885 w guberni twerskiej, zm. 22 kwietnia 1932 w Moskwie) – radziecki polityk.

## Życiorys
Od 1905 był członkiem SDPRR, był aresztowany i zsyłany, w 1906 zesłany do guberni astrachańskiej, w 1909 zwolniony. W 1917 członek Rady Piotrogrodzkiej, uczestnik rewolucji październikowej, w 1918–1919 pracownik polityczny Armii Czerwonej na Froncie Południowym i Zachodnim, uczestnik wojny domowej w Rosji. W 1919–1922 przewodniczący kijowskiej gubernialnej rady związków zawodowych, zastępca przewodniczącego Południowego Biura Wszechzwiązkowej Centralnej Rady Związków Zawodowych, w tym 1920-1922 zastępca członka Prezydium tej rady. Od 14 grudnia 1921 do 6 grudnia 1925 członek KC KP(b)U, od 30 stycznia 1922 do 4 kwietnia 1923 członek Biura Organizacyjnego KC KP(b)U, 1922-1923 przewodniczący Południowego Biura Wszechzwiązkowej Centralnej Rady Związków Zawodowych, 1922-1929 członek Prezydium tej rady. Od 23 maja do 17 października 1922 członek Biura Politycznego KC KP(b)U, od 17 października 1922 do 4 kwietnia 1923 zastępca członka Biura Politycznego KC KP(b)U, od 10 kwietnia 1923 do 6 grudnia 1925 ponownie członek Biura Politycznego KC KP(b)U, 1923-1924 przewodniczący Ukraińskiego Biura Wszechzwiązkowej Centralnej Rady Związków Zawodowych, 1924-1925 przewodniczący Wszechukraińskiej Rady Związków Zawodowych. Od 31 grudnia 1925 do 2 grudnia 1927 zastępca członka KC WKP(b), 1925-1929 przewodniczący Leningradzkiej Obwodowej Rady Związków Zawodowych, od 19 grudnia 1927 do 26 czerwca 1930 członek KC WKP(b), 1929-1932 przewodniczący Zarządu Trustu "Mossriedprom" w Moskwie.
Odznaczony Orderem Czerwonego Sztandaru Pracy. Pochowany na Cmentarzu Nowodziewiczym.